# شیرسفلد
شیرسفلد (به آلمانی: Schiersfeld) یک شهر در آلمان است که در دنرسبرگکرایس واقع شده‌است. شیرسفلد ۲۶۶ نفر جمعیت دارد.